# Mulivai-Kathedrale

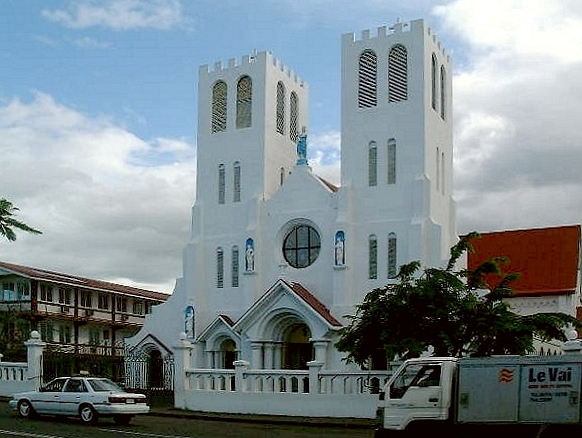
Alte Mulivai-Kathedrale in Apia

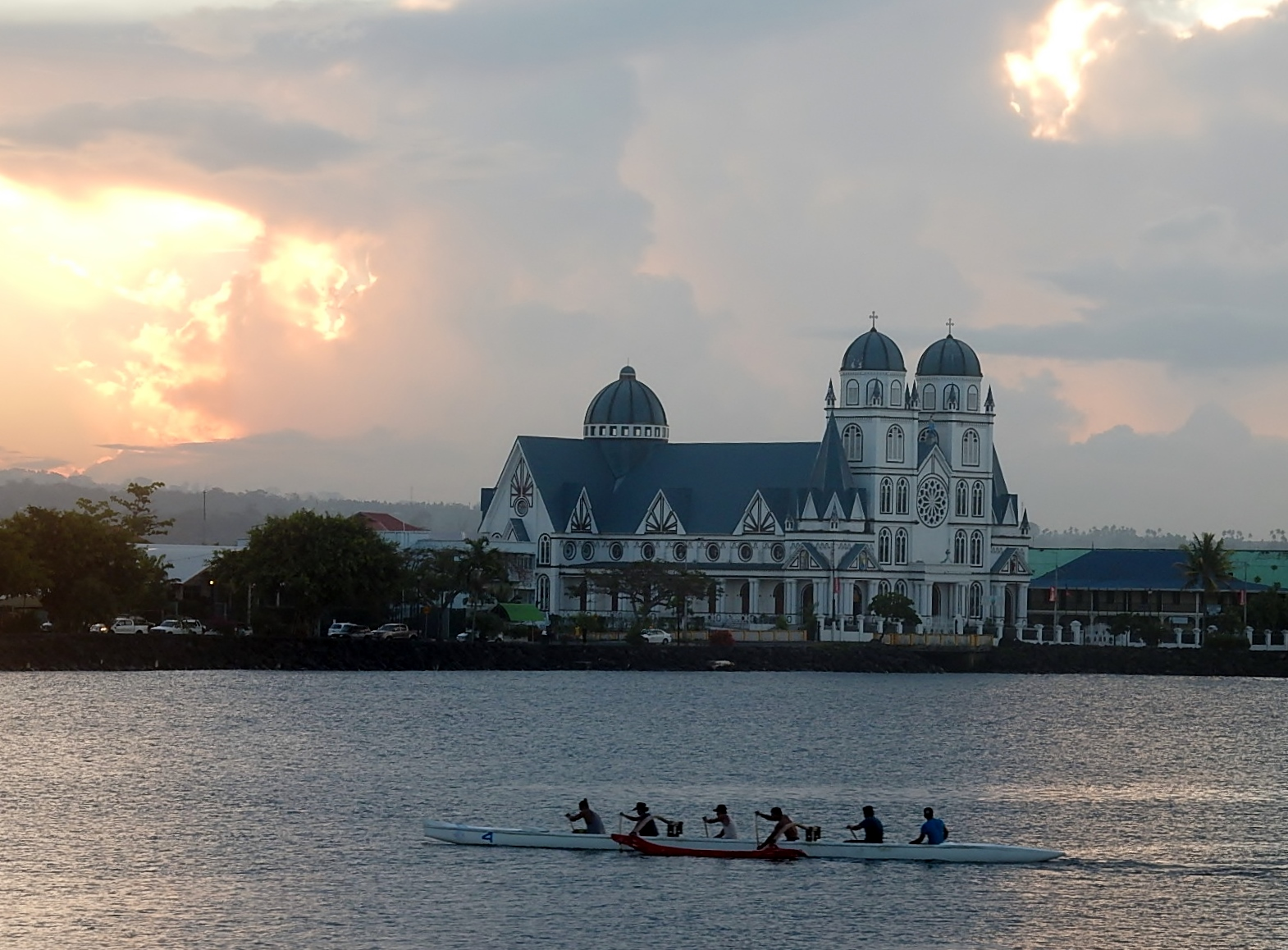
Neue Mulivai-Kathedrale in Apia

Die Mulivai-Kathedrale mit dem Patrozinium Unbefleckte Empfängnis Mariens ist Sitz des römisch-katholischen  Erzbistums Samoa-Apia in Apia, der Hauptstadt Samoas.

## Lage
Die alte Mulivai-Kathedrale war mit ihren beiden wuchtigen Türmen und der markanten weißen Fassade das Wahrzeichen der Stadt Apia. Sie befand sich an der Beach Road, der Hauptverkehrsstraße der Stadt, nahe der Touristeninformation und dem Government Building Complex. Auch die neue Kathedrale an gleicher Stelle ist durch seine blau-weiße Farbgebung ein markantes Gebäude im Stadtbild.

## Geschichte
Die katholischen Gemeinden und Kirchenbauten auf der Insel Upolu entstanden ab der Mitte des 19. Jahrhunderts durch das Wirken von Maristenpatres. Im Jahr 1885 wurde die Kathedrale erbaut Weil sie beim Erdbeben bei den Samoainseln 2009 stark beschädigt worden war, wurde sie im März 2011 abgerissen. An gleicher Stelle sollte 2012 eine neue Kathedrale fertiggestellt werden, aber die Arbeiten dauerten bis 2014. Am 2. Juni 2014 wurde die neue Kathedrale, die etwa doppelt so groß wie die alte ist, geweiht.